# Xalisco
Xalisco là một đô thị thuộc bang Nayarit, México. Năm 2005, dân số của đô thị này là 42893 người.